# Кальечі-є Бала
Кальечі-є Бала (перс. قلعه چي بالا) — село в Ірані, у дегестані Нагр-е Міян, у бахші Заліян, шагрестані Шазанд остану Марказі. За даними перепису 2006 року, його населення становило 478 осіб, що проживали у складі 121 сім'ї.

## Клімат
Середня річна температура становить 9,61 °C, середня максимальна – 28,31 °C, а середня мінімальна – -12,53 °C. Середня річна кількість опадів – 290 мм.
| Клімат поселення                              | Клімат поселення | Клімат поселення | Клімат поселення | Клімат поселення | Клімат поселення | Клімат поселення | Клімат поселення | Клімат поселення | Клімат поселення | Клімат поселення | Клімат поселення | Клімат поселення | Клімат поселення |
| Показник                                      | Січ.             | Лют.             | Бер.             | Квіт.            | Трав.            | Черв.            | Лип.             | Серп.            | Вер.             | Жовт.            | Лист.            | Груд.            |                  |
| Середній максимум, °C                         | 4,16             | 6,19             | 9,67             | 16,65            | 21,91            | 26,73            | 28,12            | 28,31            | 23,35            | 17,06            | 10,60            | 5,40             |                  |
| Середня температура, °C                       | −4,18            | −2,16            | 1,33             | 8,29             | 13,57            | 18,38            | 22,66            | 22,86            | 17,88            | 11,58            | 5,14             | −0,04            |                  |
| Середній мінімум, °C                          | −12,53           | −10,52           | −7,03            | −0,06            | 5,21             | 10,03            | 17,20            | 17,41            | 12,43            | 6,14             | −0,32            | −5,52            |                  |
| Норма опадів, мм                              | 43               | 39               | 54               | 41               | 36               | 7                | 1                | 1                | 1                | 6                | 25               | 36               |                  |
| Середньомісячна швидкість вітру, м/с          | 1.12             | 2.39             | 2.75             | 2.72             | 2.26             | 2.12             | 1.99             | 2.12             | 2.04             | 1.88             | 1.79             | 1.23             |                  |
| Середньомісячна сонячна радіація, кДж/м²·день | 9521             | 12467            | 15161            | 18380            | 22444            | 27094            | 25983            | 24112            | 21431            | 15946            | 11234            | 9208             |                  |
| --------------------------------------------- | ---------------- | ---------------- | ---------------- | ---------------- | ---------------- | ---------------- | ---------------- | ---------------- | ---------------- | ---------------- | ---------------- | ---------------- | ---------------- |
| Джерело:                                      |                  |                  |                  |                  |                  |                  |                  |                  |                  |                  |                  |                  |                  |